# Hirihasade, Belur
Hirihasade là một làng thuộc tehsil Belur, huyện Hassan, bang Karnataka, Ấn Độ.